# Maksim Gałkin
Maksim Aleksandrowicz Gałkin (ros. Максим Александрович Галкин, ur. 18 czerwca 1976 w Moskwie) – rosyjski komik, aktor i prezenter telewizyjny, znany głównie jako prowadzący programu Kto choczet stat’ milionerom w latach 2000–2008 – rosyjskiej wersji lokalnej telerurnieju Milionerzy, specjalnym odcinku świątecznym w 2002 Rosyjską Ruletkę (Русская рулетка), a także The Million Pound Drop Live (Шоу Десять Миллионов).

## Życie prywatne
Zna cztery języki: rosyjski, niemiecki, angielski i francuski. Jest mężem piosenkarki Ałły Pugaczowej. Został ojcem bliźniąt.

## Filmografia
- 2003: Za dwumia zajcami jako Aleksiej Czyż
- 2012: Rżewskij protiw Napoleona